# Roridula
Roridula (từ tiếng La tinh roridus có nghĩa là "như sương") là một chi thực vật có ở Nam Phi, trong khi chúng có nhiều thích ứng của loại thực vật ăn thịt, chẳng hạn như sự sở hữu các lông tơ có chất dính để bẫy côn trùng rất giống như ở chi Drosera, nhưng chúng lại không trực tiếp tiêu hóa các con mồi đã dính bẫy, do không có các enzym tiêu hóa. Thay vì thế, chúng có quan hệ cộng sinh với Pameridea roridulae, một loài côn trùng cánh nửa sinh sống trên cây và ăn thịt các côn trùng dính bẫy. Các loài cây này có lẽ thu được chất dinh dưỡng rất nhanh chóng từ phân và chất thải lỏng của loài côn trùng cộng sinh này qua các biểu bì lá. Loài cây này được coi là thực vật ăn thịt hay thực vật tiền ăn thịt về thực chất là vấn đề của ngữ nghĩa học. Chi này chỉ chứa 2 loài cây bụi nhỏ là Roridula gorgonias Planch., 1848 và Roridula dentata L., 1764, và nó là chi duy nhất của họ Roridulaceae.
Hệ thống Cronquist năm 1981 xếp họ này trong bộ Rosales.

## Các đơn vị phân loại gán sai chỗ
- Roridula arabica Roem. & Schult. (1818) [=Cleome droserifolia]
- Roridula droserifolia (Delile) Forsk. (1775) [=Cleome droserifolia]
- Roridula tetrandra Vitm. (1790) [=Cleome droserifolia]

## Hình ảnh

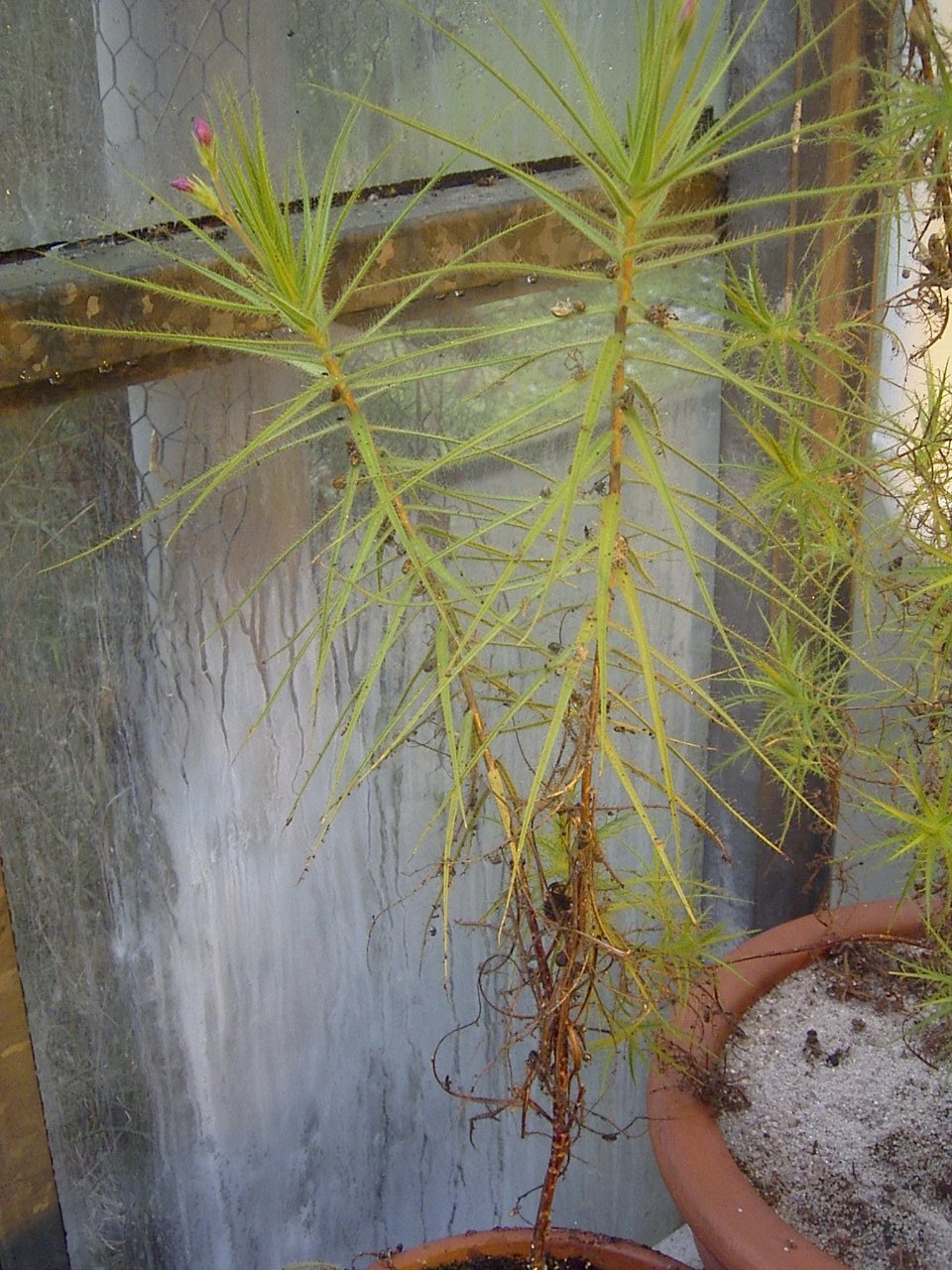
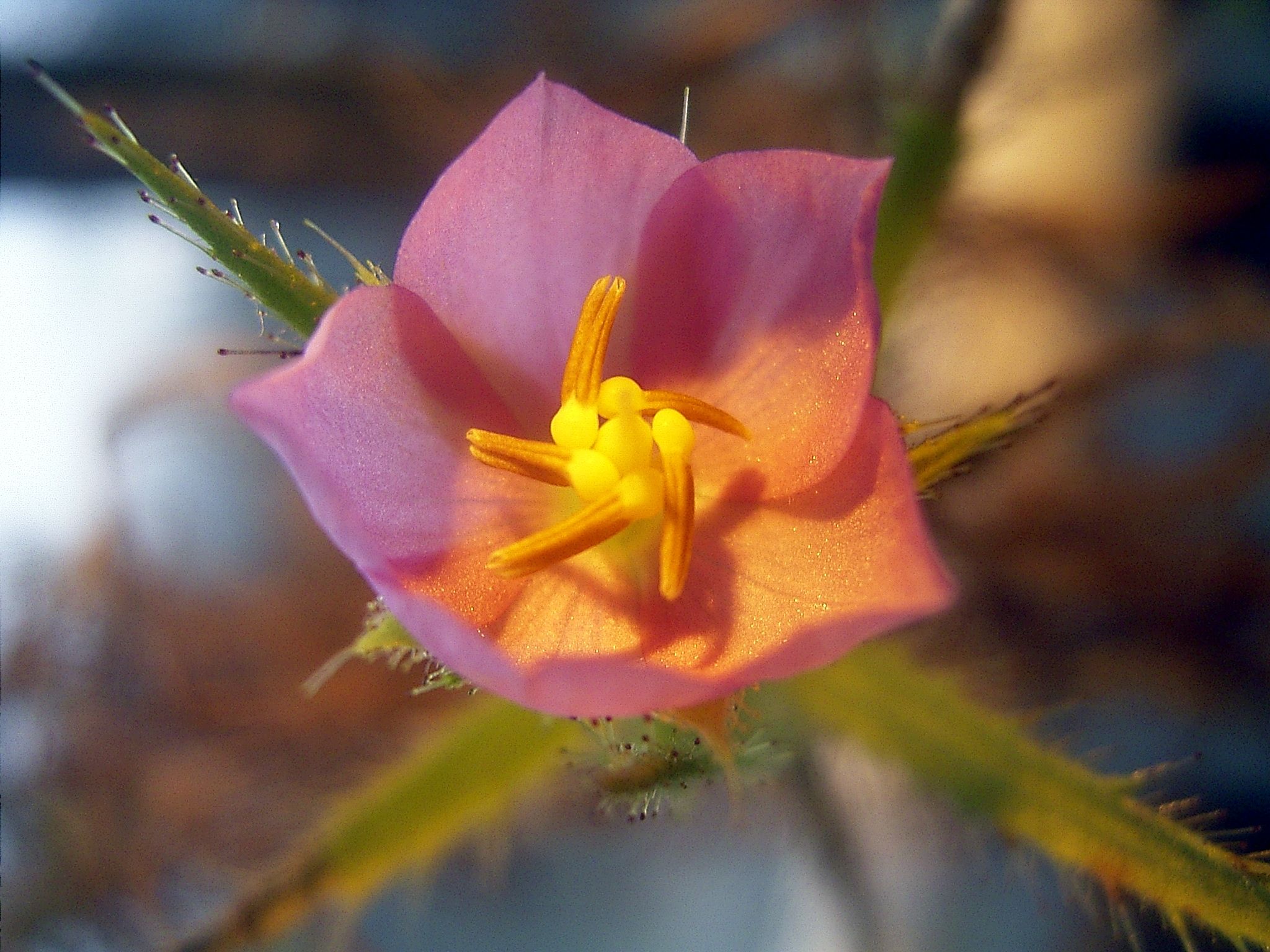
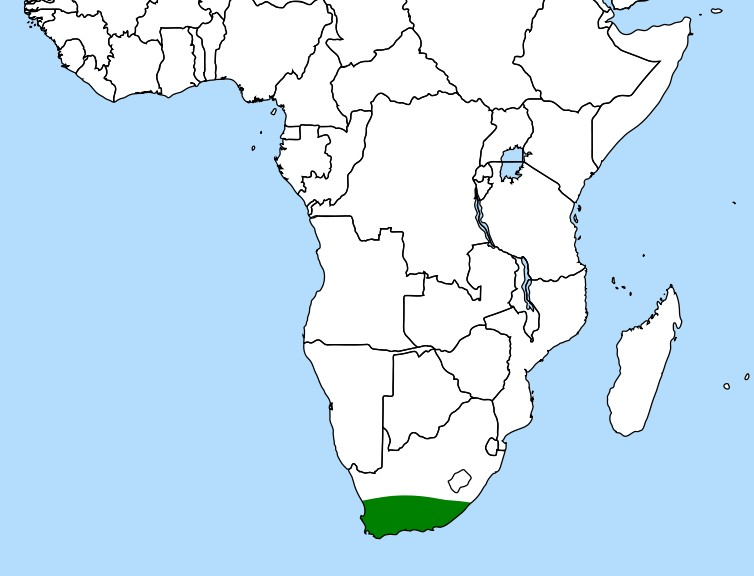